# Обнажённая со скрипкой
«Обнажённая со скри́пкой» — спектакль Московского академического Театра Сатиры, поставленный Валентином Плучеком по одноимённой комедии Ноэла Кауарда. В 1959 году Главной редакцией литературно-драматических программ Центрального телевидения СССР была создана его телевизионная версия.

## Сюжет
«Обнажённая со скрипкой» — последняя картина только что скончавшегося модного и дорогого художника-абстракциониста Поля Сородэна. В его парижской квартире камердинер Себастьян (Менглет) принимает телефонные соболезнования. Неожиданно врывается корреспондент журнала «Life» Клинтон Преминджер младший (Весник). Он пытается добиться от Себастьяна любой информации о жизни художника, используя в качестве нажима собранные сведения о самом камердинере — жулике и авантюристе. Тот цинично признаёт все факты, но хладнокровно выставляет журналиста за порог.
После похорон возвращаются родные и близкие Сородэна: жена Изобэл (Зверева), оставленная более 25 лет назад, но не давшая развод, дочь Джейн (Архипова), сын Колин (Ушаков) со своей женой Памелой (Степанова), искусствовед и бизнесмен от живописи Джейкоб (Денисов). Они красиво «играют» в скорбь. Джейкоб патетически вещает о трёх периодах творчества художника: неистовом, периоде кругов и Ямайском. Себастьян оглашает адресованное ему письмо, в котором Поль Сородэн сообщает, что никогда сам не писал картин. Окружение художника в шоке. Они пытаются «купить» молчание Себастьяна.
В тот же день практически друг за другом дом художника посещают несколько необычных персонажей: русская «княгиня» Анна Павликова (Токарская), импульсивная артистка варьете Черри-Мэй Уотертон (Аросева) со своим гориллообразным спутником Фабрисом (Папанов), чернокожий религиозный сектант с Ямайки Обадайа Левеллин (Георгий Иванов). Каждый из них предъявляет семье копии писем Поля Сородэна, в которых тот признаёт за ними авторство любительской мазни, вознесённой впоследствии искусствоведами до уровня шедевров Лувра и Прадо. Три гостя — три действительных автора трёх периодов творчества. Каждый из них готов при определённых условиях передать письма семье и сохранить тайну художника. Прибегая к подкупу, попытке хищения, психологическому давлению Себастьяну и Джейкобу Фридланду удаётся получить или уничтожить все три подлинника писем.
Себастьян проводит показ для американского журналиста последней картины Сородэна — «Обнажённая со скрипкой», после чего провожает его. Собравшиеся члены семьи с истерическим хохотом рассматривают очередной шедевр абстрактной живописи. Себастьян с серьёзным тоном сообщает, что эта картина, как и ещё 30 сокрытые им, принадлежит к четвёртому, неизвестному периоду творчества художника — нео-инфантилизму. Все «произведения» созданы 14-летним сыном Себастьяна, но подписаны Сородэном и могут быть проданы семье за крупное вознаграждение. Джейкоб в гневе грозит вывести камердинера-мошенника на чистую воду. В финальном монологе Себастьян объясняет, что его разоблачение повлечёт крах репутации Джейкоба и разорение семьи Сородэнов, а также отчаяние тысяч бесталанных молодых художников, которые увлечены современными выразительными средствами. Джейкоб назначает Себастьяну встречу в офисе и совместно с присутствующими с благоговением рассматривает картину «Обнажённая со скрипкой».

## Действующие лица и исполнители
- Георгий Менглет — Себастьян, камердинер;
- Евгений Весник — Клинтон Преминджер младший, американский журналист;
- Нина Архипова — Джейн, дочь художника;
- Владимир Ушаков — Колин, сын художника;
- Галина Степанова — Памела, жена Колина
- Александр Денисов — Джейкоб, искусствовед-бизнесмен;
- Валентина Токарская — княгиня Анна Павликова;
- Ольга Аросева — Черри-Мэй Уотертон;
- Анатолий Папанов — Фабрис
- Георгий Иванов — Обадайа Левеллин